# Sergej Osipjan
Sergej Osipjan (russisk: Сергей Юрьевич Осипьян) (født 15. september 1966 i Moskva i Sovjetunionen) er en russisk filminstruktør og manuskriptforfatter.

## Filmografi
- Paren s Marsa (Парень с Марса, 2010)[1][2]